# Ferdinand Leopold af Slesvig-Holsten-Sønderborg
Ferdinand Leopold af Slesvig-Holsten-Sønderborg (født 24. september 1647, død ca. august 1702) var en sønderborgsk fyrstelig, der tilhørte den såkaldte schlesiske eller katolske linje af den sønderborgske hertugslægt. Ferdinand Leopold fik en gejstlig karriere og blev dekan i Breslau i Schlesien.

## Biografi
Ferdinand Leopold blev født den 24. september 1647 som det andet barn og ældste søn af Alexander Henrik af Slesvig-Holsten-Sønderborg i dennes morganatiske ægteskab med Dorothea Marie Heshus, der var datter af en minister, og med hvem faderen konverterede til katolicismen. Parret slog sig ned i Schlesien, hvor Alexander Henrik blev oberst i et kejserligt regiment, og grundlagde dermed den såkaldte schlesiske eller katolske linje af den sønderborgske hertugslægt.
Ferdinand Leopold var rektor for Universitetet i Wien i 1670. Senere valgte han en gejstlig karriere og blev en fremtrædende kirkemand, der blandt andet var dekan ved domkirken i Breslau og kannik i byen Olmütz, begge i Schlesien.
Han døde omkring august 1702.

## Ferdinand Leopolds breve fra 1678 og 1691
I Rigsarkivet findes også et brev fra Ferdinand Leopold til den danske konge. Det er skrevet på familiens vegne og drejer sig om forholdene på en tid, hvor der var meget store uoverensstemmelser om de sønderjyske arveforhold – både mere overordnet og mere lokalt. Brevet er dateret 12. januar 1678, se gengivelse af side 1-3.
Han skrev også i september 1691 et brev til kong Christian 5. med meddelelsen om lillebroderen Georg Christians død  under et stort slag mod osmannerne ved Szlankamen i 1691, se gengivelse af side 1-2.
- Brev fra 1678, side 1 af 3. Fundet i Rigsarkivet.
- Brev fra 1678, side 2 af 3. Fundet i Rigsarkivet.
- Brev fra 1678, side 3 af 3. Fundet i Rigsarkivet.
- Brev fra 1691, side 1 af 2. Fundet i Rigsarkivet.
- Brev fra 1691, side 2 af 2. Fundet i Rigsarkivet.